# Mareanivka, Hrebinka
Mareanivka (în ucraineană Мар'янівка) este localitatea de reședință a comunei Mareanivka din raionul Hrebinka, regiunea Poltava, Ucraina.

## Demografie
Componența lingvistică a localității Mareanivka
     Ucraineană (95,19%)
     Rusă (2,04%)
     Alte limbi (0,56%)
Conform recensământului din 2001, majoritatea populației localității Mareanivka era vorbitoare de ucraineană (95,19%), existând în minoritate și vorbitori de rusă (2,04%) și armeană (1,3%).